# Emily Berrington
Emily Berrington (Oxford, Oxfordshire; 7 de diciembre de 1985) es una actriz inglesa conocida por interpretar a Simone Al-Harazi en 24: Live Another Day y a Niska en Humans.

## Biografía
Los padres de Berrington eran trabajadores sociales que posteriormente iniciaron un negocio de formación para el sector público. Ella tiene tres hermanos: Amy, un profesor en Estados Unidos; Tom, que trabaja para la IMG en Abu Dhabi; y Katie, que escribe para la revista Vogue. Berrington estudió geografía del desarrollo en el Kings College de Londres, escribiendo su tesis sobre "el colapso económico de Argentina y el consiguiente aumento del cooperativismo".

## Carrera
En 2013 interpretó a Jane Shore en el drama The White Queen y en 2014 interpretó a Stacey en la comedia de la BBC Outnumbered y, como Simone Al-Harazi en la serie de suspenso 24: Live Another Day. Su primer papel protagonista de cine llegó en el 2014 en The Inbetweeners 2. Posteriormente interpretó a Niska en la serie de televisión Humans. También destacó en la serie Sons of Liberty interpretando el papel de Margaret Gage.

## Filmografía

### Cine
| Año  | Película            | Personaje   | Notas         |
| ---- | ------------------- | ----------- | ------------- |
| 2011 | Sleeping Beauty     | Lucy        |               |
| 2013 | El rey del erotismo | Clare       | No acreditada |
| 2014 | The Inbetweeners 2  | Katie Evans |               |
| 2014 | The Last Showing    | Allie       |               |

### Televisión
| Año       | Serie                | Personaje            | Notas                          |
| --------- | -------------------- | -------------------- | ------------------------------ |
| 2013      | The White Queen      | Jane Shore           | Papel recurrente (3 episodios) |
| 2014      | Outnumbered          | Stacey               | 3 episodios                    |
| 2014      | 24: Live Another Day | Simone Al-Harazi     | 7 episodios                    |
| 2015      | Sons of Liberty      | Margaret Kemble Gage | Miniserie de televisión        |
| 2015-2018 | Humans               | Niska                | Rol principal (23 episodios)   |